# Флаг Ковалевского сельского поселения (Краснодарский край)
Флаг муниципального образования Ковалёвское сельское поселение Новокубанского района Краснодарского края Российской Федерации — опознавательно-правовой знак, служащий официальным символом муниципального образования.
Флаг утверждён 22 апреля 2008 года и внесён в Государственный геральдический регистр Российской Федерации с присвоением регистрационного номера 4071.

## Описание
«Полотнище жёлтого цвета с отношением ширины к длине 2:3, несущее вдоль верхнего края синюю (голубую) полосу в 1/3 ширины полотнища с изображением белого коня, а на основной, жёлтой части полотнища — изображения чёрных клещей, молотка и наковальни между зелёными дубовыми сучками с листьями и желудями».

## Обоснование символики
Флаг языком символов и аллегорий отражает исторические, культурные и экономические особенности сельского поселения.
Изображение наковальни с кузнечными клещами и молотом говорит о названии поселения и символизирует кузнечное дело, коим славились первые жители Ковалёвского поселения, делая флаг гласным.
Изображение скачущего коня символизирует храбрость, силу, быстроту, жизненную энергию и аллегорически указывает на одно из основных направлений в развитии поселения — коневодство (разведение чистокровной английской скаковой породы лошадей). Жёлтый цвет (золото) — символ величия, богатства и процветания, прочности, сельского хозяйства.
Синий цвет (лазурь) символизирует безупречность, добродетель, возвышенные устремления, волю, чистое небо, реку Кубань.
Изображение дубовых сучков с листьями и желудями и символизирует мощь, воинскую доблесть, крепость, плодородие, долголетие и аллегорически указывает на лесные хозяйства поселения и фабрику биологических и медицинских препаратов. Зелёный цвет символизирует природу, жизнь, возрождение, здоровье.